# Rejon kletniański
Rejon kletniański (ros. Клетнянский район) – jednostka administracyjna wchodząca w skład obwodu briańskiego w zachodniej Rosji.
Centrum administracyjnym rejonu jest osiedle typu miejskiego Kletnia, a główne rzeki to Ipuć i Nadwa. W granicach rejonu usytuowane są miejscowości (centra administracyjne wiejskich osiedli): Akuliki, Łutna, Mirnyj, Mużinowo, Sinickoje.